# 桃薫
桃薫（とうくん）は日本の農業・食品産業技術総合研究機構が開発し、品種登録したイチゴ。香りが桃に似るのが特徴。

## 概要
300グラムで市販価格2000円を超える高級イチゴである（2024年3月時点）。
特徴は、名称の通りの桃に似た芳醇な香りとジューシーな果汁、白いフォルムにある。キルフェボン（静岡県静岡市）のフルーツタルトにも採用されている（2024年3月時点）。

## 開発
とよのかに野イチゴの一種であるフラガリア・ニルゲルレンシスを交配してつくられた「久留米IH1号」は芳香性があるイチゴであり、「ももみ」、「ピーチベリー」などの商品名で家庭園芸向けに苗が販売されている。久留米IH1号には、種子が果実表面より深く落ち込む、艶が劣るなど、外観に欠点があり、収量にも劣ることから、販売用の生産は少なく、市場にもほとんど流通していない。
果実の外観と収量の向上を目的として、果実の外観がよく栽培しやすいカレンベリーとフラガリア・ニルゲルレンシスを交配させたものに久留米IH1号を交配させ、収量が多く、果実の外観に優れ、系統を選別して生まれたのが、桃薫となる。
2009年11月11日に品種登録出願され、2010年1月25日に品種登録出願公表された。2011年に品種登録されている。

## 名称
「桃にも似た甘く芳醇な香りが隅々まで漂う（薫る）」様子をイメージして名付けられた。親となったフラガリア・ニルゲルレンシスは中国原産のものを使用していることから、漢字表記とした。

## 特徴
栽培特徴
- 促成栽培に適する。
- 生育は旺盛で、花も多い。
- 厳冬期でも株はあまり小さくならない。
- 収穫時期は遅めであり、イチゴの価格が高くなるクリスマス期の収量は少ないが、春までの全収量は多い。
- 花の数が多いので、収穫期後期の果実は小さめになる。

果実の特徴
- 果実は淡黄橙色で艶がある。
- 甘味や酸味はとよのかに似る。
- 果皮は軟らかく、輸送には注意が必要。
- 貯蔵による果皮色の変化は少ない。
- 桃やココナッツに似た香りがし、カラメルのような香りの成分も多く含まれ、既存のイチゴとは風味が異なる。

## 事件
- 許可なく桃薫の苗をフリマアプリで販売したなどで、種苗法違反などの疑いにより、2024年12月に警視庁は2人を逮捕し、10人を書類送検した[1]。